# Papaya CMS
papaya CMS ist ein freies Web-Content-Management-System (WCMS).
papaya wurde von 2001 bis 2005 kommerziell vertrieben und ist seitdem unter der GNU General Public License (GPL) frei erhältlich.
papaya nutzt die serverseitigen Skriptsprache PHP (5.x), als Datenbank kommt MySQL (empfohlen ab 5.x), SQLite oder PostgreSQL (ab 8.x) zum Einsatz.

## Systemarchitektur
Das papaya Content-Management-Systems (CMS) ist eine modular aufgebaute Software, die neben den klassischen Aufgaben eines CMS auch als Framework für neue Spezialanwendungen genutzt werden kann.
Inhalte (Texte, Sprachversionen, Konfigurationsdaten etc.) werden in einer relationalen Datenbank gespeichert. Mediendateien wie Bilder und Videos liegen im Dateisystem und werden von der Anwendung verwaltet und bei Bedarf eingebunden.
Die Hauptfunktionen (wie z. B. Datenbankzugriffe, Authentifizierung, Erzeugung von Menüs im Backend etc.) sind zentral definiert und können über eine Abstraktionsschicht angesprochen werden.
papaya ist in PHP entwickelt und objektorientiert programmiert. Daten werden im XML-Format gespeichert, als Templatesprache kommt XSLT zum Einsatz. papaya nutzt keine selbst entwickelten oder proprietären Script- oder Templatesprachen.

## Besonderheiten
Gegenüber vielen anderen CMS zeichnet sich papaya CMS dadurch aus, dass es auf der einen Seite unter der freien Lizenz GPL verfügbar ist, auf der anderen Seite aber ein Unternehmen hinter dem Produkt steht, das Support- und Schulungsangebote bietet. Eine weitere Besonderheit ist die hauptsächlich in Deutschland stattfindende Entwicklung: Das gesamte Angebot richtet sich an deutschsprachige Nutzer.

## Barrierefreiheit
Aufgrund der klaren Trennung von Inhalten und Layout und der Formatierung über XSL/XSLT kann papaya barrierefreie Seiten ausgeben. Alle Möglichkeiten von (X)HTML sind auch mit papaya umsetzbar – dies liegt in der Hand des Entwicklers. papaya ist aufgrund dieser Flexibilität für Barrierefreiheit geeignet. Das mit papaya realisierte Portal „weisse Liste“ hat 2009 den Biene Award in Silber erhalten. Und im Dezember 2010 den Goldenen Biene Award für die Umsetzung der DRadio Wissen Webseite.

## Resonanz
In einem 2007 veröffentlichten Vergleich verschiedener Redaktionssysteme auf PHP-Basis in der Computerzeitschrift iX wurde Papaya in der Version 4.0.5 den Systemen TYPO3, Joomla, Drupal und Redaxo gegenübergestellt. Ein Fazit lautete: „Papaya schickt sich an, als leichter zu bedienendes und dennoch leistungsstarkes, konsequent auf offene Standards setzendes System in die Typo3-Liga vorzustoßen. Der geringe Bekanntheitsgrad bremst diese Entwicklung allerdings.“ Erwähnt wurden auch die hohe Geschwindigkeit des Systems und der Mangel an Dokumentation und Community.

## Merkmale und Funktionen

### Basissystem
- basiert auf offenen Techniken (PHP/XSLT/XML/MySQL oder PostgreSQL)
- kompatibel zu MySQL, PostgreSQL, SQLite
- strikte Trennung von Layout und Logik durch XSLT-Templates
- barrierefreie Seiten problemlos möglich
- optimiert für Suchmaschinen
- intelligentes Caching-System für Seiten und Teilinhalte
- automatische Skalierung von Bildern, Flashdateien etc.
- Bildbrowser zur übersichtlichen Anzeige
- WYSIWYG Editor
- getrennte Benutzerverwaltung für Seitenautoren und -besucher
- Work-flow Abbildung
- leicht erweiterbar durch PHP-Klassen
- Versionierung / Staging
- automatische Erzeugung von Sitemaps
- integriertes Nachrichtensystem
- Erstellung von Aliasen („Kurz-URLs“)
- Cronjobs zur Automatisierung von Aufgaben
- Protokollierung von Benutzeraktionen und Systemmeldungen
- Übersetzungsmodul zum Hinzufügen weiterer Sprachen für das Backend
- Synchrone Mehrsprachigkeit für Inhalte und Artikelarten (jeder Artikel kann in beliebig vielen Sprachen vorliegen, die unterschiedliche Module nutzen können und unabhängig voneinander veröffentlicht werden können)
- 100 % Unicode- / UTF-8-Unterstützung
- Ausgabefilter (um Artikel z. B. als HTML und alternativ als PDF auszugeben)
- umfangreiche Benutzerdokumentation
- Zentrale Aufgabenübersicht („papaya Today“), in der alle Aufgaben, Nachrichten sowie nicht veröffentlichte Artikel etc. angezeigt werden
- Multi-Site Funktionen (Auslieferung unterschiedlicher Websiteinhalte je Domain / „Virtual Hosts im CMS“, Anpassung der Ausgabeformate wie HTML/XML/PDF etc. und Templates/Designs ja nach Domaineinstellungen, dezidierte Rechtevergabe für alle Systemfunktionen nach Gruppen oder Nutzern)
- mehrschichtiges Caching der Seitenausgabe (für XML-Ausgabe der Seitenmodule, Ausgabe von Boxen, komplette Seiten und Unterstützung des [memached] Servers). Ferner Support für [xslcache], um den Bytecode der kompilierten XSLT-Templates vorzuhalten.
- Betrieb auf mehreren Servern (Webcluster) oder auf Basis einer Cloud Computing Infrastruktur möglich
- Support für verschiedene Datenbankserver, die in einem Master-Slave-Verbund oder im Cluster betrieben werden. Trennung der Datenbanken für exklusive Schreibzugriffe und weitere Datenbanken für Nur-Lesezugriffe ist über das Backend möglich.

### Kostenlose bzw. unter GPL verfügbare Module/Plugins
- Communitymodul
- Blogmodul
- Asset Management / Media-Datenbank für Bilder, Videos und Flashfiles inklusive Bildbearbeitung und Versionierung
- Katalog-Modul für virtuelle Navigationsstrukturen (Navigationen können unabhängig von der tatsächlichen Position des Artikels im Seitenbaum erzeugt werden, Artikel können so auch identisch an mehreren Stellen des Angebotes genutzt werden)
- Rating / Bewertungsmöglichkeit für die Seiten
- Quiz
- Dynamische Erzeugung von Diagrammen
- Seiten versenden
- Seiten bewerten
- Seiten kommentieren
- Themen-Abonnements (Nutzer können sich über Änderungen der Inhalte benachrichtigen lassen)
- FAQ System
- Forensystem
- Linkdatenbank
- Veranstaltungskalender
- Mehrseitige Artikel